# Павле Савіч

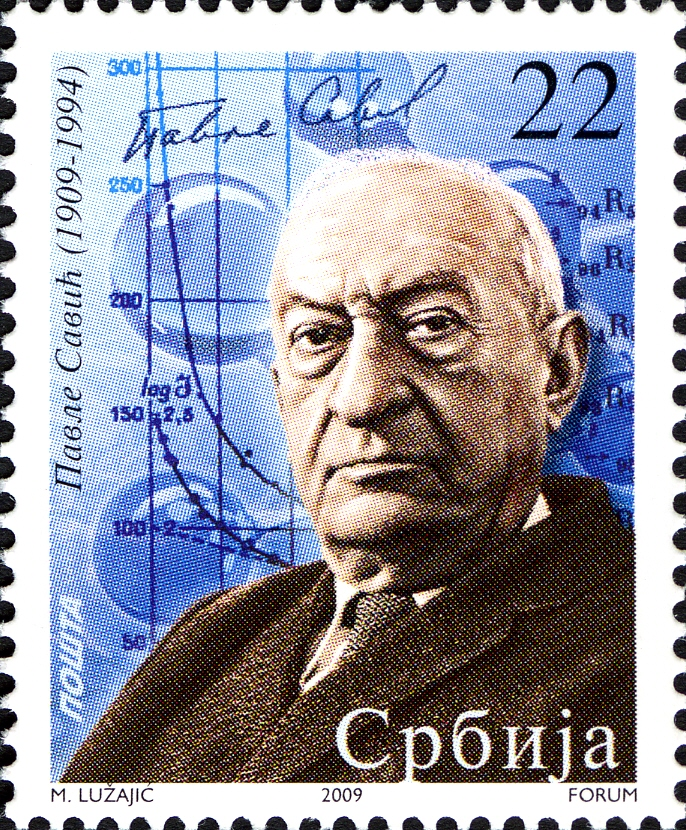
Сербська марка 2009 до 100-річчя від дня народження Павле Савіча

Павле Савіч (сербська кирилиця Павле Савић; 10 січня 1909 — 30 травня 1994) — сербський фізик і хімік.
Народився у Салоніках. У 1932 році закінчив Белградський університет за спеціальністю фізична хімія. У 1939 році отримав 6-місячну стипендію від французького уряду на навчання в Institut du Radium; але замість шести місяців Савіч залишився у Франції на 4 роки. У 1937 та 1938 роках працював з Ірен та Фредеріком Жоліо-Кюрі над дослідженням впливу нейтронів на важкі елементи. Це був важливий крок для відкриття поділу ядра. Разом з Ірен Жоліо-Кюрі, Савіч був номінований на отримання Нобелівської премії з фізики.
Після початку Другої світової війни Савіч покинув Францію та повернувся до Югославії, щоб боротися проти німецької окупації як партизан.
Після війни був одним з перших, хто запропонував побудувати Інститут ядерних досліджень Винча. Був директором інституту у 1960—61 роках (тоді він носив назву ІЯД «Борис Кидрич»). У 1966 році повернувся на посаду в Белградський університет на Факультет математики та природничих наук, кафедру фізичної хімії та кафедру фізики (зараз Фізичний факультет).
Був президентом Сербської академії наук і мистецтва з 1971 по 1981 рік.
У 1987 році був втягнутий у скандал «Войко і Савле», де його разом з Гойко Ніколишем висміяли у непідписаній гуморесці в газеті «Політика».
Працював до останніх днів. Останню наукову статтю опублікував за кілька місяців до своєї смерті. Помер у віці 85 років у Белграді.